# Eupithecia halosydne
Eupithecia halosydne är en fjärilsart som beskrevs av Louis Beethoven Prout 1922. Eupithecia halosydne ingår i släktet Eupithecia och familjen mätare. Inga underarter finns listade i Catalogue of Life.